# Susan Hayward
Susan Hayward, pseudonimo di Edythe Marrenner (Brooklyn, 30 giugno 1917 – Hollywood, 14 marzo 1975), è stata un'attrice statunitense.

## Biografia

### Gli inizi

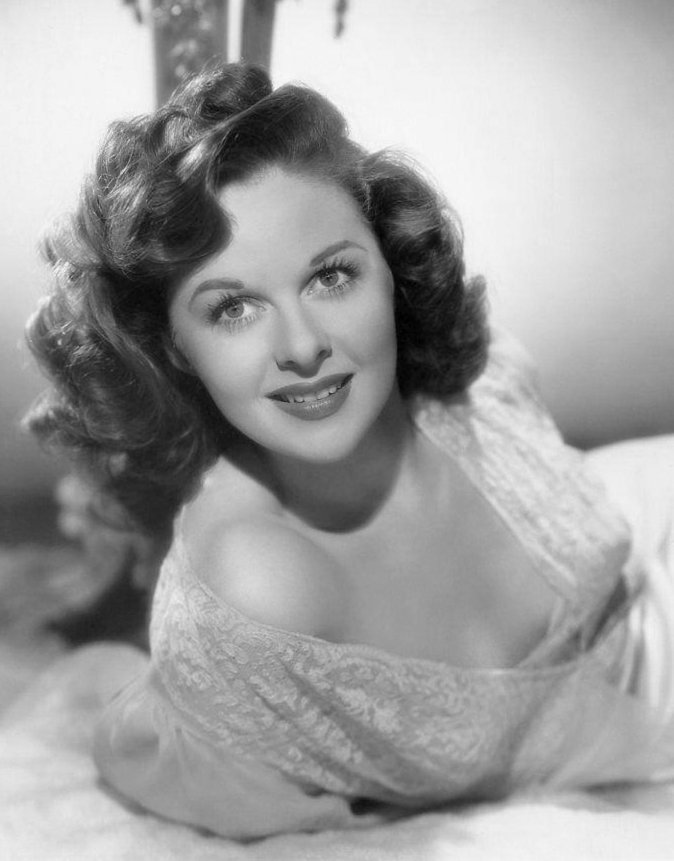
Susan Hayward nel 1944

Terzogenita di Walter Marrenner, di origine irlandese, ex imbonitore di trasporti a Coney Island diventato sorvegliante della metropolitana, e della stenografa Ellen Pearson, di origine svedese, crebbe in povertà a Brooklyn, precisamente nel quartiere di Flatbush, tra numerose famiglie di immigrati. A sei anni fu investita da una automobile, riportando fratture a entrambe le gambe, e problemi all'anca.
A dodici anni si avvicinò alla recitazione, prendendo parte da protagonista a recite scolastiche. Si appassionò anche al cinema, raccogliendo bottiglie e giornali per potersi pagare i biglietti per assistere alle proiezioni. Riuscì a evadere dal povero ambiente familiare diventando, sotto contratto con la Walter Thornton Model Agency, una modella di grido a New York e partecipando ad alcuni spettacoli teatrali di Broadway, dove si fece notare per la sua bellezza delicata e per il temperamento che sapeva infondere nei suoi personaggi.
Il regista George Cukor la notò sulla copertina del Saturday Evening Post e le diede l'occasione di entrare nella storia del cinema, sottoponendola a un provino per la parte di Rossella O'Hara in Via col vento (1939); la scrittura non andò a buon fine perché per quel ruolo le fu preferita la giovane attrice inglese Vivien Leigh, ma la Hayward ottenne un contratto di sei mesi con la Warner Bros. e poi uno, permanente, con la Paramount. Seppe in parte rifarsi grazie a un ruolo importante in Beau Geste (1939) di William A. Wellman, film sulla Legione straniera interpretato accanto a Gary Cooper e Ray Milland.
Nel 1942 partecipò a due film di successo: l'avventuroso Vento selvaggio di Cecil B. DeMille, accanto a John Wayne e a Ray Milland, e il brillante Ho sposato una strega, diretto dal regista e scrittore francese René Clair. Lavorando duramente, si fece strada verso i futuri ruoli da protagonista, soprattutto dopo aver intrapreso un sodalizio professionale con il produttore indipendente Walter Wanger.

### Gli anni del successo

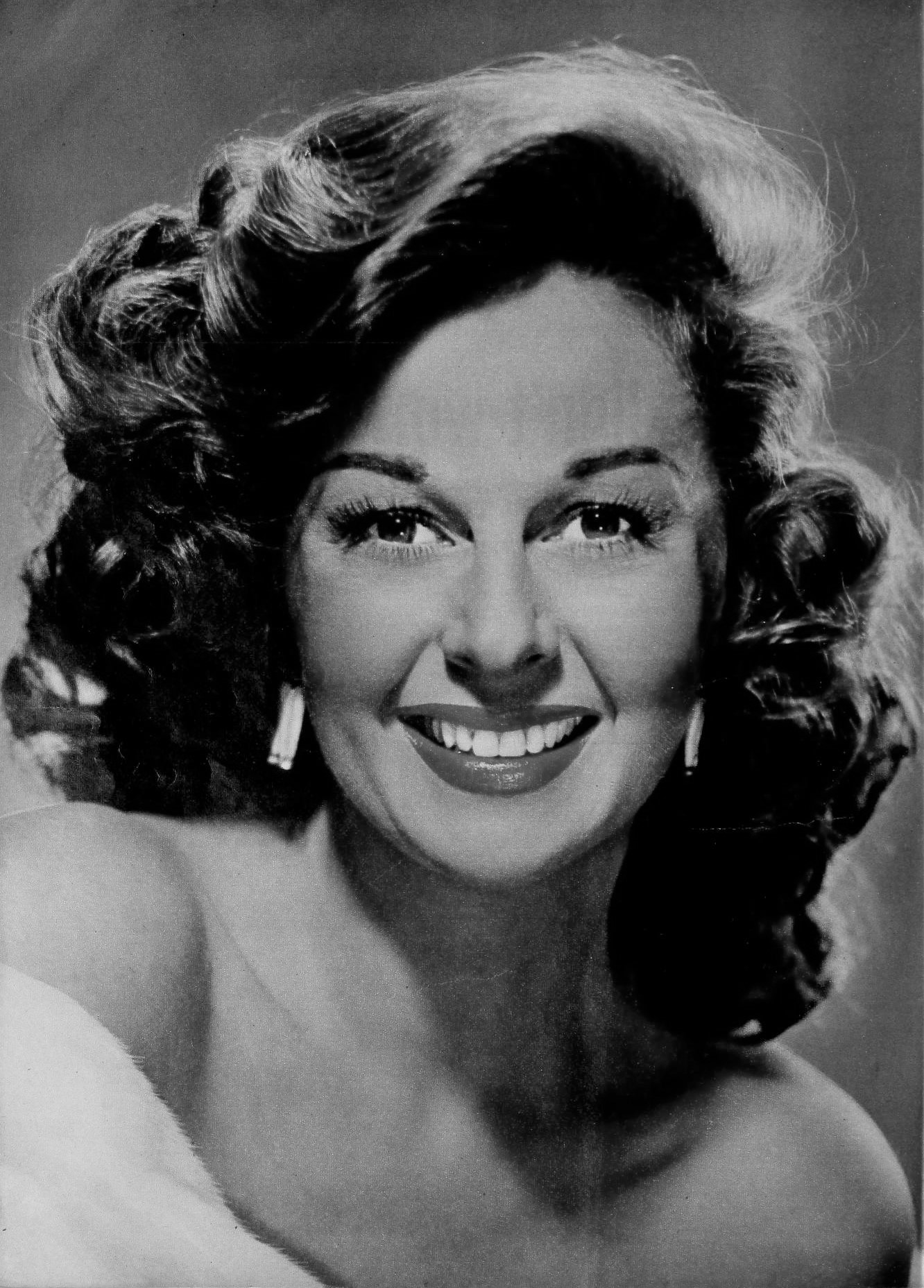
Susan Hayward nel 1953

Dopo aver interpretato la sorella di Loretta Young in Il grande silenzio (1944) di Irving Pichel, l'attrice, stanca di ruoli che la vedevano sempre quale antagonista e comunque mai in parti di primissimo piano, trovò una sua precisa dimensione caratteriale nel film Una donna distrusse (1947) di Stuart Heisler, che le fruttò la sua prima candidatura all'Oscar. Basato su un soggetto della scrittrice Dorothy Parker, il film narra la storia di Angelica Evans, una donna alcolista, moglie abbandonata da un cantante di successo, che cerca con coraggio di uscire dalla schiavitù della bottiglia. Si ritiene che la trama sia ispirata alla vita di Dixie Lee, moglie dell'attore e cantante Bing Crosby. Al medesimo tema è ispirato il più celebre Piangerò domani (1955) di Daniel Mann, grazie al quale la Hayward, nel ruolo della cantante alcolizzata Lillian Roth, ottenne la sua terza candidatura all'Oscar e fu premiata come miglior attrice al festival di Cannes.
La conquista dell'ambito premio Oscar arrivò alla quinta candidatura per l'interpretazione della storia vera di Barbara Graham, una donna condannata a morte per omicidio, nel film Non voglio morire (1958) di Robert Wise. Fu proprio in virtù di questi ruoli che la stampa specializzata dell'epoca definì la Hayward come l'interprete ideale di figure femminili forti e volitive, attribuendole talvolta la fama di attrice melodrammatica e strappalacrime. Ma fu molto brava anche in parti meno drammatiche, come quella della moglie innocentemente provocatoria di un divo del rodeo (Arthur Kennedy) che fa innamorare un campione in declino (Robert Mitchum) ne Il temerario (1952) di Nicholas Ray, o nel ruolo di Rachel Donelson, moglie del presidente statunitense Andrew Jackson (interpretato da Charlton Heston) in Schiava e signora (1953) di Henry Levin.
Tra la fine degli anni cinquanta e la fine degli anni sessanta, la Hayward divenne anche produttrice di molti film che la vedevano interprete, raccogliendo sempre più consensi tra il pubblico, ma molto meno tra i critici che le rimproveravano una certa ripetitività nei ruoli ricoperti e nelle trame, ritenute quasi sempre eccessive e scontate. Di questo genere di film fanno parte, tra gli altri, Ada Dallas (1961) di Daniel Mann e Quando l'amore se n'è andato (1964) di Edward Dmytryk, ove la Hayward affiancò rispettivamente Dean Martin e Bette Davis. Fece eccezione per il crudele e raffinato Masquerade (1967), ambientato a Venezia e diretto da Joseph L. Mankiewicz, in cui l'attrice impersona con grinta una miliardaria ipocondriaca, imponendosi in un ricco cast composto da Rex Harrison, Capucine, Cliff Robertson e Maggie Smith.

### Gli ultimi anni

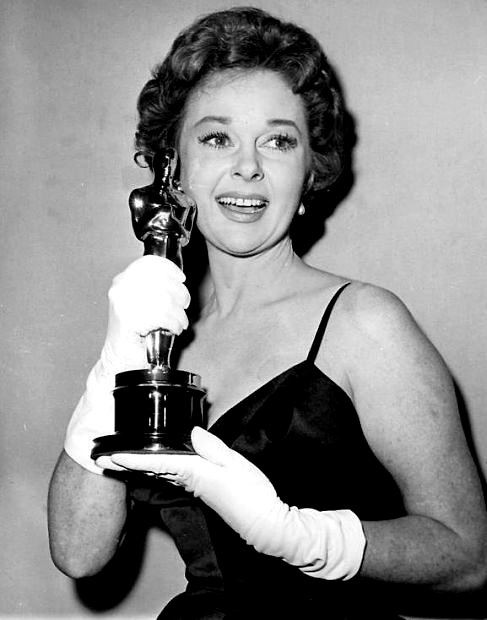
Susan Hayward nel 1959 al ricevimento del Premio Oscar

Nel 1972 Susan Hayward apparve nel suo ultimo film, La feccia di Daniel Mann, e si ammalò di tumore al cervello. Si ritiene probabile una correlazione tra la malattia e la location nel deserto dello Utah (già teatro di esperimenti atomici), in cui venne girato nel 1955 il film Il conquistatore. Oltre alla Hayward, principale interprete femminile, si ammalarono in seguito di cancro anche il regista Dick Powell e i co-protagonisti John Wayne, Pedro Armendáriz e Agnes Moorehead, oltre a numerosi membri della troupe.
L'attrice, grazie al suo carattere temprato dalle sofferenze, non volle arrendersi del tutto alle avversità. Lottò contro il male per tre anni, nel corso dei quali non rinunciò mai al suo pubblico, partecipando a diverse cerimonie e tributi, sia dedicati a lei, sia in onore di suoi colleghi dello spettacolo, eventi in cui non fece mai mancare la sua presenza. Fu proprio per una di queste occasioni che, nel 1974, venne invitata a presiedere alla premiazione del prestigioso premio AMPAS come migliore attrice quando, colta da malore, dovette essere ricoverata d'urgenza. Dopo una lunga agonia, morì qualche mese dopo all'età di 57 anni.

## Vita privata
Negli anni in cui raccoglieva i maggiori frutti e consensi dai suoi impegni cinematografici, l'attrice conobbe i momenti più difficili della sua vita privata. Il tempestoso divorzio dall'attore Jess Barker e la conseguente battaglia per la custodia dei figli, i gemelli Timothy e Gregory, furono per l'attrice un colpo durissimo e la spinsero a tentare il suicidio ingerendo dei sonniferi.
A salvarla, come nella scena di uno dei suoi film, fu la madre che fece in tempo a chiamare i soccorsi; da quella esperienza la Hayward seppe risollevarsi grazie al matrimonio con l'avvocato Floyd Eaton Chalkley, celebrato il 9 febbraio 1957. Anche questa unione fu però sfortunata poiché, dopo solo nove anni di serenità, Chalkley morì prematuramente di epatite, a causa di una trasfusione di sangue infetto.

## Retaggio culturale
A riprova della sua popolarità, il nome di Susan Hayward viene citato in parecchi film hollywoodiani, i più famosi dei quali sono Eva contro Eva (1950) di Joseph L. Mankiewicz, in cui l'aspirante attrice Phoebe si vanta nella sequenza conclusiva di provenire da Brooklyn come la Hayward, e Il matrimonio del mio migliore amico (1997) di P. J. Hogan, in cui un arguto giovanotto omosessuale, impersonato da Rupert Everett, nella scena finale paragona a Susan Hayward la sua migliore amica, interpretata da Julia Roberts, che ne replica il temperamento passionale e i folti capelli rossi. Nell'ultima puntata della miniserie televisiva La regina degli scacchi, tratta dal romanzo di Walter Tevis, la protagonista femminile, Beth Harmon, è finita in una spirale autodistruttiva, dipendendo dai farmaci e dal bere, e viene paragonata dalla sua amica d'infanzia, Jolene, a Susan Hayward in uno dei suoi film.
Nel romanzo La volpe a tre zampe di Francesco Costa, ambientato nella Napoli del 1956, la Hayward è l'attrice preferita del piccolo protagonista, Vittorio, che crede di riconoscerla nell'affascinante Ruth Conway, moglie infedele di un generale della NATO. Nel film omonimo che ne ha tratto il regista Sandro Dionisio, Ruth Conway è impersonata da Miranda Otto.

## Filmografia parziale

### Cinema
- Io ti aspetterò (The Sisters), regia di Anatole Litvak (1938)
- Beau Geste, regia di William A. Wellman (1939)
- La famiglia Stoddard (Adam Had Four Sons), regia di Gregory Ratoff (1941)
- Vento selvaggio (Reap the Wild Wind), regia di Cecil B. DeMille (1942)
- Presi tra le fiamme (The Forest Rangers), regia di George Marshall (1942)
- Ho sposato una strega (I Married a Witch), regia di René Clair (1942)
- Signorine, non guardate i marinai (Star Spangled Rhythm), regia di George Marshall e A. Edward Sutherland (1942)
- Quando eravamo giovani (Young and Willing), regia di Edward H. Griffith (1943)
- Jack London, regia di Alfred Santell (1943)
- I conquistatori dei sette mari (The Fighting Seabees), regia di Edward Ludwig (1944)
- Il diavolo nero (The Airy Ape), regia di Alfred Santell (1944)
- Il grande silenzio (And Now Tomorrow), regia di Irving Pichel (1944)
- In nome dell'amore (Deadline at Dawn), regia di Harold Clurman (1946)
- I conquistatori (Canyon Passage), regia di Jacques Tourneur (1946)
- Una donna distrusse (Smash-up: The Story of a Woman), regia di Stuart Heisler (1947)
- Nessuno mi crederà (They Won't Believe Me), regia di Irving Pichel (1947)
- Gli amanti di Venezia (The Lost Moment), regia di Martin Gabel (1947)
- La quercia dei giganti (Tap Roots), regia di George Marshall (1948)
- Suggestione (The Saxon Charm), regia di Claude Binyon (1948)
- Tulsa, regia di Stuart Heisler (1949)
- Amaro destino (House of Strangers), regia di Joseph L. Mankiewicz (1949)
- Questo mio folle cuore (My Foolish Heart), regia di Mark Robson (1949)
- La collina della felicità (I'd Climb the Highest Mountain), regia di Henry King (1951)
- L'uomo dell'est (Rawhide), regia di Henry Hathaway (1951)
- La conquistatrice (I Can Get It for You Wholesale), regia di Michael Gordon (1951)
- Davide e Betsabea (David and Bathsheba), regia di Henry King (1951)
- La dominatrice del destino (With a Song in My Heart), regia di Walter Lang (1952)
- Le nevi del Chilimangiaro (Snows of Kilimanjaro), regia di Henry King (1952)
- Il temerario (The Lusty Men), regia di Nicholas Ray (1952)
- Schiava e signora (The President's Lady), regia di Henry Levin (1953)
- Tempeste sul Congo (White Witch Doctor), regia di Henry Hathaway (1953)
- I gladiatori (Demetrius and the Gladiators), regia di Delmer Daves (1954)
- Il prigioniero della miniera (Garden of Evil), regia di Henry Hathaway (1954)
- Carovana verso il Sud (Untamed), regia di Henry King (1955)
- L'avventuriero di Hong Kong (Soldier of Fortune), regia di Edward Dmytryk (1955)
- Piangerò domani (I'll Cry Tomorrow), regia di Daniel Mann (1955)
- Il conquistatore (The Conqueror), regia di Dick Powell (1956)
- Sì, signor generale (Top Secret Affair), regia di H.C. Potter (1957)
- Non voglio morire (I Want to Live!), regia di Robert Wise (1958)
- Lampi nel sole (Thunder in the Sun), regia di Russell Rouse (1959)
- Ossessione di donna (Woman Obsessed), regia di Henry Hathaway (1959)
- Carosello matrimoniale (The Marriage-Go-Round), regia di Walter Lang (1961)
- Ada Dallas (Ada), regia di Daniel Mann (1961)
- Il sentiero degli amanti (Back Street), regia di David Miller (1961)
- Il delitto della signora Allerson (I Thank a Fool), regia di Robert Stevens (1962)
- Ore rubate (Stolen Hours), regia di Daniel Petrie (1963)
- Quando l'amore se n'è andato (Where Love Has Gone), regia di Edward Dmytryk (1964)
- Masquerade (The Honey Pot), regia di Joseph L. Mankiewicz (1967)
- La valle delle bambole (Valley of the Dolls), regia di Mark Robson (1967)
- La feccia (The Revengers), regia di Daniel Mann (1972)

### Televisione
- Climax! – serie TV, episodio 2x23 (1956)
- Heat of Anger, regia di Don Taylor – film TV (1972)
- Arrivederci Maggie Cole (Say Goodbye Maggie Cole), regia di Jud Taylor – film TV (1972)

## Riconoscimenti
- Premio Oscar

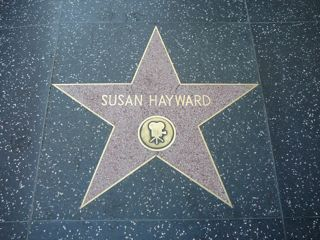
La stella dell'attrice nella Hollywood Walk of Fame

  - 1948 – Candidatura alla miglior attrice per Una donna distrusse
  - 1950 – Candidatura alla miglior attrice per Questo mio folle cuore
  - 1953 – Candidatura alla miglior attrice per La dominatrice del destino
  - 1956 – Candidatura alla miglior attrice per Piangerò domani
  - 1959 – Miglior attrice per Non voglio morire

- Golden Globe
  - 1953 – Miglior attrice in un film commedia o musicale per La dominatrice del destino
  - 1953 – Henrietta Award alla miglior attrice del mondo
  - 1959 – Miglior attrice in un film drammatico per Non voglio morire

- David di Donatello
  - 1959 – Targa d'oro per Non voglio morire

- Festival di Cannes
  - 1956 – Prix d'interprétation féminine per Piangerò domani

- Hollywood Walk of Fame
  - 1960 – Stella

- Mar del Plata Film Festival
  - 1959 – Miglior attrice per Non voglio morire

## Doppiatrici italiane
- Lydia Simoneschi in Quando eravamo giovani, I conquistatori dei sette mari, Una donna distrusse, La quercia dei giganti, Suggestione, Questo mio folle cuore, L'uomo dell'est, La conquistatrice, David e Betsabea, La dominatrice del destino, Le nevi del Chilimangiaro, Schiava e signora, Tempeste sul Congo, I gladiatori, Il prigioniero della miniera, Carovana verso il sud, L'avventuriero di Hong Kong, Piangerò domani, Sì, signor generale, Non voglio morire, Lampi nel sole, Ossessione di donna, Carosello matrimoniale, Ada Dallas, Il sentiero degli amanti
- Rosetta Calavetta in La famiglia Stoddard, Vento selvaggio, Il grande silenzio, I conquistatori, La collina della felicità, Il temerario, Ore rubate, Quando l'amore se n'è andato, Masquerade, La valle delle bambole
- Dhia Cristiani in Beau Geste, Il conquistatore
- Nella Maria Bonora in Ho sposato una strega
- Renata Marini in Jack London
- Rita Savagnone in La feccia
- Vittoria Febbi in Questo mio folle cuore (ridoppiaggio)
- Pinella Dragani in Nessuno mi crederà (ridoppiaggio)[6]
- Cristina Giachero in Vento selvaggio (ridoppiaggio)